# Coregonus huntsmani
Coregonus huntsmani és una espècie de peix de la família dels salmònids i de l'ordre dels salmoniformes que es troba a Nord-amèrica: sud de Nova Escòcia (Canadà).
Els mascles poden assolir els 40 cm de llargària total. Presenta aleta adiposa. Nombre de vèrtebres: 63-64. Cap relativament curt. Ulls petits.
Menja crustacis, insectes, mol·luscs i anèl·lids.